# صادق قطب‌زاده
صادق قطب‌زاده (۴ اسفند ۱۳۱۴ در تهران – ۲۴ شهریور ۱۳۶۱ در زندان اوین، تهران) سیاستمدار ایرانی بود که از سال ۱۳۵۸ تا ۱۳۵۹ به‌عنوان وزیر امور خارجه ایران فعالیت کرد. او پیش از این از سال ۱۳۵۷ تا ۱۳۵۸ مدیرعامل سازمان صدا و سیما بود.
قطب‌زاده فعالیت سیاسی‌اش را پس از کودتای ۲۸ مرداد آغاز کرد و به نهضت مقاومت ملی پیوست و دو مرتبه به‌مدت کوتاهی توسط پلیس شاهنشاهی پهلوی ایران بازداشت شد. او سپس با بورسیه شاهنشاهی پهلوی برای تحصیل به دانشگاه جورج‌تاون آمریکا رفت و در اعتراضات ضد حکومت پهلوی پس از سیلی زدن به صورت سفیر وقت ایران در آمریکا (ارشیر زاهدی)، از این کشور اخراج شد. او در سال ۱۳۴۲ در عراق با روح‌الله خمینی آشنا شد و به یکی شخصیت‌های اصلی انقلاب ۱۳۵۷ تبدیل گردید.
قطب‌زاده پس از انقلاب به اتهام براندازی و دست داشتن در توطئه علیه  حکومت جمهوری اسلامی و برنامه‌ریزی برای ترور خمینی اعدام شد.

## اوایل زندگی و تحصیلات
صادق قطب‌زاده در ۴ اسفند ۱۳۱۴ در یک خانواده نسبتاً ثروتمند در تهران زاده شد. پدرش حاج حسین قطبی اصفهانی تاجر چوب و از هواداران نخست‌وزیر محمد مصدق و جبهه ملی ایران بود. او دو برادر و یک خواهر داشت.
قطب‌زاده تحصیلات دوره متوسطه را در دارالفنون گذراند. او از نوجوانی فعالیت‌های سیاسی خود را آغاز کرد و به عنوان نماینده دانش‌آموزان بعد از کودتای ۲۸ مرداد به نهضت مقاومت ملی پیوست. او به‌واسطه شرکت در فعالیت‌ها و تظاهرات، دو مرتبه به‌مدت کوتاهی بازداشت شد. برادر بزرگتر و خواهرش به آمریکا رفته بودند و قطب‌زاده هم در سال ۱۳۳۵ دیپلم خود را گرفت و پس از دریافت صلاحیت زبان در سال ۱۳۳۸ به آمریکا رفت و در انجمن اسلامی دانشجویان آمریکا، منشی و مسئول دفتر شد. او در مدرسه عالی خدمت خارجه دانشگاه جورج‌تاون در واشینگتن، دی.سی. ثبت نام کرد و تا سال ۱۳۴۲ در این مرکز مشغول به تحصیل بود ولی درس خود را به پایان نرساند.

## فعالیت‌ها

### حمله به سفیر ایران در جشن نوروزی
در میهمانی نوروز ۱۳۴۰ که توسط سفارت ایران برپا شده بود پس از بیان نطقی مناقشه برانگیز توسط قطب‌زاده به عنوان نماینده دانشجویان و ایجاد درگیری میان مسئولین برنامه و برخی دانشجویان، قطب‌زاده به صورت اردشیر زاهدی، سفیر ایران در آمریکا، سیلی زد. به درخواست زاهدی از پلیس، قطب‌زاده و علی‌محمد (شاهین) فاطمی بازداشت شدند؛ گذرنامهٔ آن‌ها توسط سفارت باطل گردید و پلیس آمریکا حکم اخراج آنان را صادر کرد. قطب‌زاده دانشجوی خوبی نبود و توسط دانشگاه نیز اخراج شده بود. او بعدها برای تحصیل به کانادا رفت و در سال ۱۳۴۸ از کالج نوتردام در شهر نلسون کانادا فارغ‌التحصیل شد.

### سفر به خاورمیانه و آشنایی با موسی صدر و قذافی
پس از لغو اقامت آمریکا به الجزایر، مصر، سوریه و نهایتاً به عراق رفت جایی که او روح‌الله خمینی را در سال ۱۳۴۲ ملاقات کرد. در همان سال قطب‌زاده همراه با مصطفی چمران و ابراهیم یزدی با مقام‌های مصری دیدار کرد تا برای پایه‌گذاری یک حرکت ضدشاه همکاری کنند. چمران به‌عنوان مسئول شاخهٔ نظامی این حرکت برگزیده شد. در این دوره قطب‌زاده در لبنان همراه با دیگر انقلابیون ایرانی و فلسطینی آموزش‌های نظامی دید. وی همچنین پیوند نزدیکی با سید موسی صدر، رهبر شیعیان لبنان پیدا کرد.
قطب‌زاده در این سال‌ها ارتباط گسترده‌ای با مبارزان لبنانی پیدا کرد. او با معمر قذافی هم در ارتباط بود. قطب‌زاده بعد از تبعید خمینی به ترکیه نخستین شخصی بود که به ملاقات او رفت و از معتمدین او شد و خود را مقلّد خمینی معرفی می‌کرد. قطب‌زاده یک رفیق مبارز اهل مراکش به‌نام احمد داشت و از طریق او با رئیس‌جمهور وقت عراق دوستی پیدا کرد و زمینه را برای رفتن خمینی به نجف مهیا کرد. سید مصطفی خمینی مخالف قطب‌زاده بود و او را دشمنی بدتر از مارکسیست‌ها می‌دانست و حتی یک‌بار از ورود او به خانه‌اش ممانعت کرد.  منصور قدر مسئول پیشین ساواک در سوریه  مدعی است که مصطفی چمران نیز به موسی صدر توصیه می‌کرد از قطب‌زاده دوری کند.

### رفتن به کانادا با پاسپورت سوریه‌ای
در تابستان ۱۳۴۶–۱۹۶۷ با گذرنامه سوری بنام صادق اصفهانی به کانادا رفت. از فرودگاه ونکوور به این دلیل که در آمریکا وضعیت اقامت مشخصی ندارد به آمریکا برگردانده شد. دو هفته در سانفرانسیسکو در خانه دوستانش سر کرد تا اینکه ابراهیم یزدی که در دانشگاه تگزاس استاد شیمی بود برایش معرفی‌نامه نوشت و دانشگاه نوتردام واحدهای درسی گذرانده شده‌اش در دانشگاه جورج‌تاون را می‌پذیرد و او دانشجوی تاریخ می‌شود و در ۱۳۴۸–۱۹۶۹ فارغ‌التحصیل می‌شود.

### زندگی دانشجویی در کانادا
پس از انقلاب روزنامهٔ محلّی نلسون دیلی نیوز به دانشگاه نوتردام بریتیش کلمبیا رفت تا ببیند قطب‌زاده چطور بوده است. روزنامه او را شخصی که زود عصبانی می‌شود و آدمی نه چندان محبوب بین دانشجویان و استادان یافت. یک استاد گفت: «کاش می‌توانستم یک نکته مثبت دربارهٔ او بگویم. آدم ناجوری بود. خمینی یک سوگولی تمام عیار خواهد داشت! او قابلیت زشت‌ترین کارها را خواهد داشت». استاد دیگر او را بی‌اخلاق، دورو و یک «خوره سیاسی تمام عیار (pure political animal)» توصیف کرد. دانشجویی گفت: «دلال قدرت بود اما آدم شوخ‌طبعی بود و آشپزیش هم خوب بود! او توانایی هر کاری را داشت. از تیپ آدمهایی بود که وقتی به قدرت برسند همه‌چیز و همه‌کس را فراموش می‌کنند. یک سخنران قهّار بود» ولی برایان مک‌گرث استاد دیگری که با قطب‌زاده در روزنامه دانشجویی کار می‌کرد گفت: «قطب‌زاده یک فعال سیاسی بود که به‌طور طبیعی دانشگاهیان او را به عنوان یک تهدید می‌دیدند. او دنبال تغییر بود و از زمان خود جلوتر بود.»
قطب‌زاده دوبار در دوران تحصیل به مدیریت دانشگاه اعتراض رسمی کرده بوده است. یک‌بار در اعتراض به شیوهٔ نمره دادن یکی از استادها و یک‌بار هم برای اقامت در یک آپارتمان متعلق به دانشگاه. ازقرار قطب‌زاده اصرار داشته که تنها واحد خالی یک مجموعه آپارتمانی که اختصاص به دانشجویان دختر داشته را به او اجاره بدهند چرا که دلیلی نمی‌دیده که دانشجویان پسر نتوانند در همان مجتمع ساکن باشند. نهایتاً در این دعوا پیروز شد و مجتمع آپارتمانی ماریون در خیابان گوردن در شهر نلسون به یک مجتمع مختلط تبدیل شد!

### سبک زندگی قطب زاده
یان کلاگ، همکلاسی قطب‌زاده در گفتگو با محمود عظیمایی محقق و تهیه‌کننده فیلم 'فرزند انقلاب' در موردش چنین نظر داشت:
«صادق هیچ تلاشی برای مخفی کردن نفرتش از شاه و آمریکا نمی‌کرد و شاید به همین خاطر بود که ده-دوازده دانشجوی ایرانی دیگر این دانشگاه سعی می‌کردند حسابشان را از او جدا نگه دارند. مطمئنا از جایی پول برایش می‌رسید چون برای خودش ماشین گرانقیمت و یک آپارتمان خیلی خوب داشت. چندین دوست دختر کانادایی داشت حتی یک باور عمومی وجود داشت که از یکی از این دخترها که اهل شهر تریل بود بک بچه هم داشت! سبک زندگی یک "مسلمان" را نداشت. یک دانشجوی معمولی بود. مشروب می‌خورد و با دانشجویان دیگر در بارهای شهر نلسون مست می‌کرد. حتی در یکی از این مستی‌ها ادعا کرده بود که یک لیست دویست نفری دارد از آدمهایی که وقتی شاه سقوط کند و او به ایران برگردد "حقشان را خواهند گرفت". او همیشه در حال صحبت از ایران، جو ترس و وحشتی که ساواک در ایران بوجود آورده بود و نقش آمریکایی‌ها در حمایت از رژیم شاه بود. مدعی بود که توسط ساواک شکنجه شده اما چون هیچ سندی نداشت هیچوقت این حرف اورا باور نکردم. تحلیل من از صادق آن زمان یک ملیگرای افراطی بود. او همیشه از نقش انگلیسی‌ها و آمریکایی‌ها در سرنگونی مصدق شکایت می‌کرد. اینکه چگونه به جمع هواداران خمینی پیوست و چرا خمینی اورا پذیرفت برای من همیشه بصورت یک راز باقی خواهد ماند. او به شدت باهوش و زیرک و حقه‌باز بود.»
قطب‌زاده سال بعد در یادداشت‌های سفر خود به نجف در مورد سبک زندگی جوانان عراقی می‌آورد: «عده قلیلی شب‌ها تا صبح در کاباره‌ها رقص‌های وحشتناک مطابق آخرین اسلوب آمریکا با موزیک آمریکائی می‌کنند… چطور می‌توان مبارزه با امپریالیسم مثلاً آمریکا را تبلیغ کرد در جایی که وقیح‌ترین نوع فیلم‌های سینمائی آنها را با همان زبان انگلیسی در سینماهای خود نمایش می‌دهد یا فیلم‌هائی‌که فقط ثابت می‌کند چقدر آمریکائیان شجاع و باحس ابتکار و با هوش و زیرک و غیره هستند.»

### عضویت در حزب نئودموکرات کانادا (NDP)
قطب‌زاده در ۲۷ ژوئن ۱۹۶۸ (۶ تیر ۱۳۴۷) در نامه‌ای به ابراهیم یزدی نوشت که در انتخابات پارلمانی کانادا به یکی از کاندیداهای حزب نئودموکرات کانادا (NDP) کمک کرده تا به پارلمان راه پیدا کند.

### زندگی در پاریس
قطب‌زاده با گذرنامه سوریه‌ای که سید موسی صدر برایش تهیه کرده بود در پاریس ساکن شد. سرلشکر منصور قدر مسئول پیشین ساواک در سوریه و سفیر پیشین ایران در اردن و لبنان در خاطراتش ادعا میکند که سید موسی صدر با پول‌هایی که از معمر قذافی و سعودی‌ها و دیگران می‌گرفت یک عمارت چهارطبقه در خیابان کندی در پاریس خرید و آن را به مرکز تبلیغات تبدیل کرد. قطب‌زاده در طبقه چهارم این ساختمان زندگی و فعالیت می‌کرد. قطب‌زاده با کنفدراسیون دانشجویان در تماس بود و به لبنان برای ملاقات با صدر می‌رفت از طرف دیگر به عراق برای دیدار با خمینی می‌رفت. صدر پول زیادی در اختیار قطب‌زاده قرارداده بود. صدر فساد مالی نداشت ولی خوشگذران بود و به‌همراه قطب‌زاده در پاریس داستانهایی داشتند و دوستی آنها از بعد سیاسی فراتر می‌رفت…صادق طباطبایی هم در بزمها با آنها همراه بود. در این جمع چمران پاک و منزه بود و زندگی محقری داشت. او در آنجا به عنوان خبرنگار روزنامه سوریه‌ای «الثوره» فعالیت می‌کرد که پوششی بود برای انجام حرکت‌های انقلابی. قطب‌زاده یک بار در پاریس از ترور منتسب به ساواک جان به در برد. ساواک همچنین یک‌بار برادر او را در سال ۱۳۵۳ دستگیر کرد و ۶ ماه به عنوان گروگان نزد خود نگه داشت تا قطب‌زاده خود را معرفی کند. او از این کار خودداری کرد.

### سفر قطب‌زاده به آمریکا و دیدار با مقامات وزارت خارجه
در دی ۱۳۵۶ قطب‌زاده به آمریکا رفت و با جورج گریفین، از مسئولان میز خاورمیانه و جنوب آسیای دفتر اطلاعات و تحقیقات وزارت خارجه دیدار کرد. و نکات زیر را عنوان کرد:
- خود را «رئیس یک نهضت مقاومت ایرانی در پاریس که با همه سطوح جامعه ایران از جمله نظامیان در تماس است» معرفی کرد
- هدفش از این سفر را تماس با آمریکاییهایی که با اوضاع ایران آشنا هستند بیان کرد.
- او و گروهش تحسین کننده آمریکا و ایده‌هایی هستند که آمریکا بر آنها بنا شده مخصوصاً ایده حقوق بشر را که کارتر مطرح کرده است می ستایند.
- او و گروهش می‌خواهند از این موقعیت استفاده کنند و بر روی سیاستهای جدید آمریکا اثر بگذارند.
- شاه در ایران مورد تنفر مردم است.
- از فروش سلاحه‌هایی که پول مردم ایران را تلف می‌کنند به شاه خودداری شود.
- نامه‌ای برای «رابرت مَنتِل» به گریفین می‌دهد که در آن اسناد مربوط به شکنجه‌ها و نامه‌های خانواده‌های زندانیان و چند اعلامیه درج است.
- قبل از سفر بعدی شاه به آمریکا باید این مطالب مورد نظر قرار بگیرد تا شاه نتواند کارتر را متقاعد کند که راه دیگری جز سرکوبی مخالفان ندارد.
- مردم ما، پشتیبانی آمریکاییها از شاه را به عنوان مسبب اصلی سرکوبگری در ایران می‌بینند.
- شاه در ایران دچار درد سر واقعی شده است چه از لحاظ اقتصادی و چه سیاسی و چه اجتماعی.
- دربارهٔ شاه با توجه به همه سوابق سلطنت او و همه این واقعیات قضاوت کنید.

منتل مسئول «دفتر کمک‌های امنیتی»، یکی از زیرمجموعه‌های «دفتر امور سیاسی - نظامی» وزارت خارجه بود. دفتر امور سیاسی - نظامی رابط وزارت خارجه با وزارت دفاع است و وظیفه‌اش ارائهٔ طرح در مورد امنیت بین‌المللی، کمک‌های امنیتی و عملیات نظامی است. رابطهٔ قطب‌زاده و گریفین تا تابستان ۱۳۵۷ و ارسال یک نامهٔ دیگر ادامه می‌یابد. یک سال بعد در دی ماه ۱۳۵۷ و روزهایی که نام قطب‌زاده به عنوان یکی از اطرافیان خمینی در فرانسه مطرح است، گزارش این دیدار و متن نامه او، از طرف منتل برای پرکت ارسال شد و احتمالاً در موضع آمریکا در مورد رفتن شاه اثر داشته است.

### برگزاری نخستین مصاحبه بین‌المللی برای روح الله خمینی
قطب‌زاده در بهار سال ۱۳۵۷ لوسین ژرژ نماینده روزنامه لوموند در بیروت را به نجف فرستاد تا با انجام نخستین مصاحبه بین‌المللی با خمینی، افکار عمومی جهانیان با انقلاب اسلامی آشنا شود.

### خرید ویلا برای اقامت خمینی در ورسای پاریس
قطب‌زاده در ورسای پاریس خانه‌ای ویلایی برای خمینی پیدا کرد و بنام خود خرید. بعد از مدتی رفت و آمدها زیاد شد و برای مدرسه مقابل خانه مزاحمت ایجاد شد که زمینه‌ساز انتقال خمینی به نوفل‌لوشاتو شد. در همین رابطه ظریف عسگری که از اعضای (جاما) جایی را در نوفل‌لوشاتو برای وی پیدا کرد. قطب‌زاده در زمان حضور خمینی در فرانسه از مشاوران وی بود و در روز ۱۲ بهمن‌ماه با هواپیمای حامل خمینی که بعدها «پرواز انقلاب» نام گرفت به ایران بازگشت.
سال‌ها بعد بنی‌صدر بعد از جدایی از رجوی مدتی در آن خانه اقامت گزید تا اینکه دولت فرانسه به او خانه‌ای داد. وقتی بنی‌صدر از آن خانه رفت خانه را به یکی از دوستانش داد که آن شخص هم‌خانه را به یک فرانسوی اجاره داد. در سال ۱۳۶۱ که قطب‌زاده را اعدام کردند شخص فرانسوی مطلع شد و دیگر نه اجاره‌ای پرداخت کرد و نه خانه را برگرداند. امیر برادر قطب‌زاده برای گرفتن خانه به فرانسه رفت اما برادر و خواهر او در خارج از ایران فوت کرده بودند و تعداد وراث زیاد شده بود و کاری از پیش نبرد. به‌گفتهٔ اردشیر هوشی دوست قطب‌زاده آن خانه در سال ۱۳۹۷ حداقل پنجاه میلیون یورو قیمت داشته 

### اثر گذاری بر روی کنفرانس گوادلوپ
یک هفته قبل از کنفرانس گوادلوپ (که از ۴ تا ۷ ژانویه ۱۹۷۹/ ۱۴ تا ۱۷ دی ۱۳۵۷، چند روز قبل از خروج شاه از کشور میان رؤسای آمریکا، انگلستان، فرانسه و آلمان غربی برگزار شد) وزارت امور خارجه فرانسه با قطب‌زاده تماس می‌گیرد تا برای آنها روشن کند که در صورت پیروزی خمینی چه نوع سیاست‌هایی از جانب ایشان اتخاذ خواهد شد. (پی‌یر سالینجر، آمریکا در گروگانگیری). قطب‌زاده در زمان بسیار کوتاه تحلیلی تهیه و برای وزارت امور خارجه فرانسه فرستاد. نماینده وزارت امور خارجه فرانسه گفته بود تحلیل قطب‌زاده به قدری رئیس‌جمهور را تحت تأثیر قرار داده که ژیسکاردستن به کارتر توصیه خواهد کرد که با دولت احتمالی جدید تهران که ریاست معنوی آن با خمینی خواهد بود، وارد مذاکره شود.

## پس از انقلاب

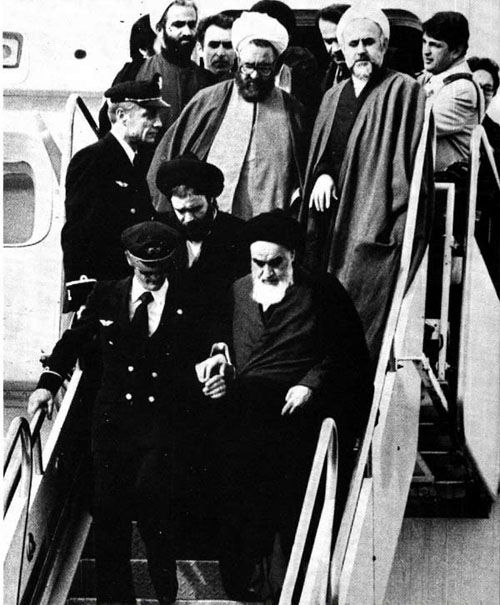
از راست به چپ در ردیف پشت: ابوالحسن بنی‌صدر، صادق طباطبایی، حسن لاهوتی (پشت سر وی صادق قطب‌زاده) مرتضی مطهری. در جلو: روح‌الله خمینی، احمد خمینی در بازگشت خمینی به ایران در سال ۱۳۵۷

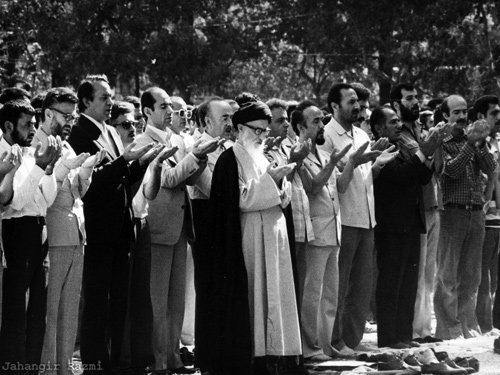
قطب‌زاده (نفر سوم از سمت چپ) در نخستین نماز جمعه به امامت سید محمود طالقانی. دیگر شرکت‌کنندگان ردیف جلو ابراهیم یزدی، هاشم صباغیان، احمد صدر حاج‌سیدجوادی

قطب‌زاده در هواپیمایی که خمینی را به ایران می‌آورد در کنار او نشست. او پس از پیروزی انقلاب از اعضای شورای انقلاب اسلامی شد. وی در زمان روی کار آمدن دولت موقت به سمت ریاست سازمان صدا و سیما و سپس وزیر امور خارجه انتخاب گردید. وی به یکی از مشهورترین سیاستمداران ایرانی تبدیل شد که هر روز تصویرش در رسانه‌های جهانی منتشر می‌شد. او تلاشهایی برای آزادی گروگان‌های آمریکایی و بازگرداندن شاه به ایران (برای محاکمه) انجام داد.

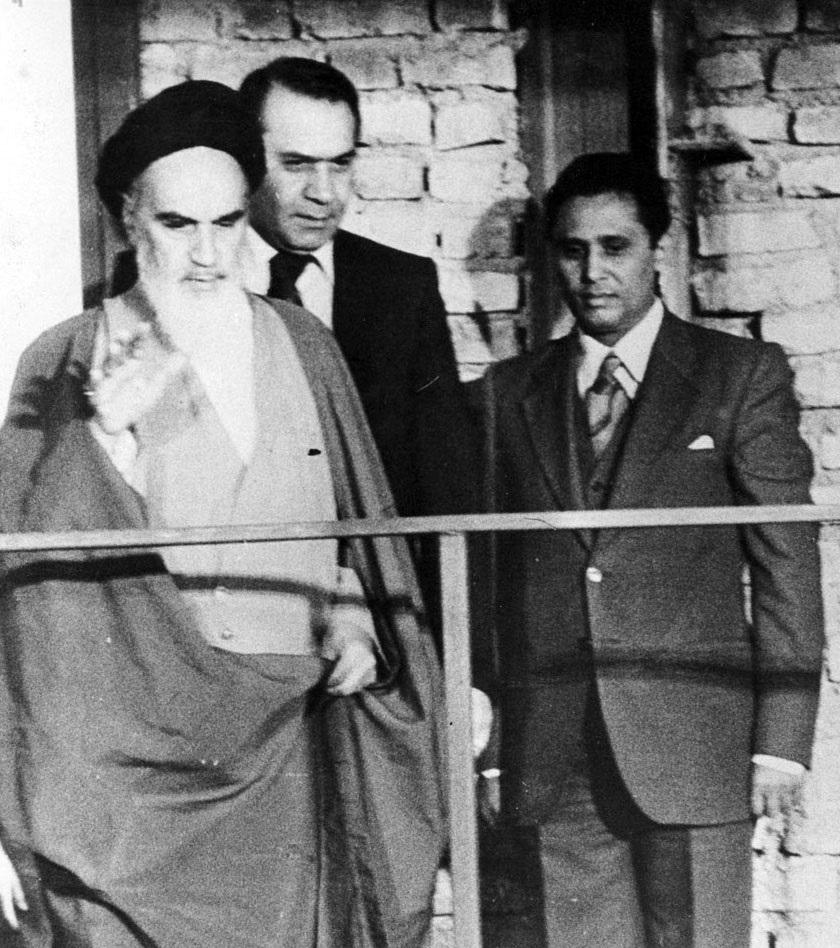
خمینی و قطب‌زاده

وی در نخستین دوره انتخابات ریاست جمهوری در سال ۱۳۵۸ شرکت کرد و با ۴۸٫۵۴۷ رای (حدود ۰/۲۵ درصد آرا) هفتم شد و پس از آن با برخی مقامات حکومتی درگیر شد. پس از این شکست، به تدریج حضور قطب‌زاده در ساختار سیاسی ایران کمرنگ شد تا اینکه در آبان ۵۹ حضورش در یک مناظره تلویزیونی خبرساز شد. در روز پنجشنبه ۱۵ آبان، پس از اخبار سراسری شبکه دوم، برنامه‌ای با عنوان «بحث آزاد» دربارهٔ عملکرد رادیو تلویزیون پس از انقلاب پخش شد. قطب‌زاده به همراه یک مبلغ اسلامی، قائم مقام وقت سرپرست رادیو تلویزیون در این مناظره ضبط شده شرکت کرد و به انتقاداتی نسبت به عملکرد رادیو تلویزیون و انقلاب پرداخت. وی پس از این انتقادات به مدت دو روز بازداشت شد و با اعتراض تعدادی از نمایندگان مجلس و شخصیت‌های انقلابی آزاد شد.

### زاویه با شوروی
آغاز درگیری‌ها از همان روزهای نخست انقلاب مشهود بوده روزنامه‌های کمونیستی و حزب توده از همان ابتدا علیه قطب‌زاده جبهه گرفته بوده‌اند؛ قطب‌زاده در زمانی که وزیر امورخارجه بود در یک پیام ویدئویی کمونیست‌ها و آقای خوئینی‌ها را عامل گروگان‌گیری سفارت آمریکا معرفی کرد و آن‌ها را تخریب‌کننده انقلاب دانست و ادعا کرد عده‌ای از عوامل ساف و ک گ ب را در سفارتخانه آمریکا شناسایی کرده و آن‌ها دانشجو نبوده‌اند. در همین زمان، برخی چپ گرایان، از جمله مجاهدین خلق و حزب توده مخالف آزادی گروگان‌های آمریکایی بودند.
زمانی که صادق قطب‌زاده وزیر امور خارجه بود، دبیر اول سفارت شوروی در تهران را به اتهام جاسوسی اخراج کرد. او به عنوان وزیر امور خارجه در نامه‌ای طولانی خطاب به نمایندگان مجلس به طرح مسکو برای نفوذ در ارکان سیاسی و نظامی جمهوری اسلامی هشدار داده بود.
ولادیمیر کوزیکچن افسر عالی‌رتبه سازمان اطلاعات نظامی شوروی و ک‌گ‌ب در کتابش با نام «از درون ک‌گ‌ب» -منتشر شده در سال ۱۹۹۱- مدعی شد قطب‌زاده در زمان تحصیلش در آمریکا توسط سازمان اطلاعات نظامی شوروی (GRU) استخدام شده است. همچنین مدعی شد کرملین که به شدت از دست قطب‌زاده عصبانی بود به ک‌گ‌ب دستور داد که حذف سیاسی و در صورت امکان فیزیکی‌اش را در دستور کار قرار دهند. سلسلهٔ رویدادهای طبیعی اتفاق افتاده در ایران به نفع ک‌گ‌ب تمام شد، قطب‌زاده از حلقهٔ نزدیکان خمینی خارج و بازداشت شد. علی‌رغم این موضوع ک‌گ‌ب تصمیم گرفت که همچنان ضربه سنگین‌تری به قطب‌زاده بزند و یک پیام دروغین سی‌آی‌ای ساخت که از منزل قطب‌زاده برای یک مأمور آمریکایی ناشناس در ایران فرستاده شده بود. محتوای این نامه طوری تنظیم شده بود که روشن باشد این مأمور ناشناس در حقیقت وزیر امور خارجهٔ ایران بوده است. ک‌گ‌ب بستهٔ حاوی این پیام را در محلی قرار داد که سرویس امنیتی ایران به‌راحتی آن را پیدا کند. این مدرک توسط حکومت ایران به عنوان سند برای محاکمه قطب‌زاده مورد استفاده قرار گرفت و او در سال ۱۹۸۲ با شلیک گلوله اعدام شد.

## اعدام

### دستگیری
قطب‌زاده در ۱۷ فروردین ۱۳۶۱ به اتهام طرح کودتا و تلاش برای قتل خمینی بازداشت شد. وی متهم شد که با ریختن مواد منفجره در چاهی در نزدیکی منزل خمینی قصد داشته وی را ترور کند. او در یک گفتگوی تلویزیونی شرکت کرد و ضمن اعتراف نامی هم از سید محمدکاظم شریعتمداری آورد. پس‌از این رویداد، از سید محمدکاظم شریعتمداری به عنوان کسی که قرار بود پس از این کودتا آن را تأیید کند نیز سلب صلاحیت مرجعیت شد. احمد عباسی (داماد سید محمدکاظم شریعتمداری)، جواد مناقبی، مهدی مهدوی نیز در این ماجرا بازداشت شدند.
شوروی و حزب توده نیز در دستگیری و اعدام صادق قطب‌زاده نقش مهمی داشتند. در عملیات به تور انداختن اطلاعاتی صادق قطب‌زاده، سرهنگ بیژن کبیری، نظامی وابسته به حزب توده، مشارکت داشت. کبیری با نزدیک شدن به صادق قطب‌زاده، گفتگوهای او را ضبط کرده و با واسطه سران حزب توده برای ری‌شهری برده بود که این اقدام موجب دستگیری قطب‌زاده و خلع لباس شریعتمداری شد. خود کبیری نیز پس از افشای عضویت در کادرهای مخفی حزب توده ایران، به حکم علی یونسی اعدام شد.

خبر اعدام قطب‌زاده در روزنامه اطلاعات

سید حسن شریعتمداری می‌گوید قطب‌زاده مهدی مهدوی را نزد محمدکاظم شریعتمداری فرستاده بود که بگوید قطب‌زاده درصدد انجام کارهایی است ولی پدر من او را نهی کرده بود و گفته بود این کارها فایده‌ای ندارد و به جایی نمی‌رسد.
کارول جروم دوست‌دختر قطب‌زاده در خاطرات خود در کتاب مردی در آینه می‌گوید پس از آزادی از زندان، دوستان قطب‌زاده از وی درخواست کردند که از ایران خارج شود و قطب‌زاده در پاسخ چنین جمله‌ای گفته است:
«این انقلاب کابوسی بود که من برای این ملت رقم زدم. من مقصر هستم. می‌مانم و با سرنوشتم روبرو می‌شوم.»
همچنین جروم در مورد دیدگاه قطب‌زاده دربارهٔ حکومت چنین می‌گوید:
قطب زاده یک جمهوری مدرن را متصور بود که بر اساس اصول اخلاقی اسلام هدایت شود و همواره می‌خواست این را اثبات کند که اسلام یک نیروی پیشروی در حال تغییر است. او و بسیاری از افراد انقلابی انتظار داشتند که خمینی یک پیشوای اخلاقی فراگیر باشد، و نه یک رهبر سیاسی مطلق.
و بعد روزی را به خاطر می‌آورد که هردو فهمیدند این اتفاق نمی‌افتد.

### عدم پشیمانی
سید احمد خمینی در زندان به ملاقات قطب‌زاده رفت و از او می‌خواهد که استغفار نامه‌ای که از قبل تنظیم شده را امضاء کرده و از خمینی طلب مغفرت کند. قطب‌زاده برمی‌آشوبد و می‌گوید: «کسی که باید عذر خواهی کند، خود خمینی ست نه من.»

### اعتراف تلویزیونی و تخریب شریعتمداری
پس از آن قطب‌زاده بر روی صفحه تلویزیون ظاهر شد و اعتراف کرد. او در بخشی از اعتراف نامی از سید کاظم شریعتمداری به میان می‌آورد که همین مسئله موجب نابودی این مرجع تقلید می‌گردد. شریعتمداری در سال ۱۳۴۲ از مراجع تقلیدی بود که تلاش زیادی برای آزادی خمینی از زندان کرد؛ وی علاوه بر شهادت دادن بر مرجعیت خمینی، شخصاً با محمّدرضاشاه صحبت کرد تا از اعدام خمینی چشم بپوشد و او را آزاد کند.

### اعدام

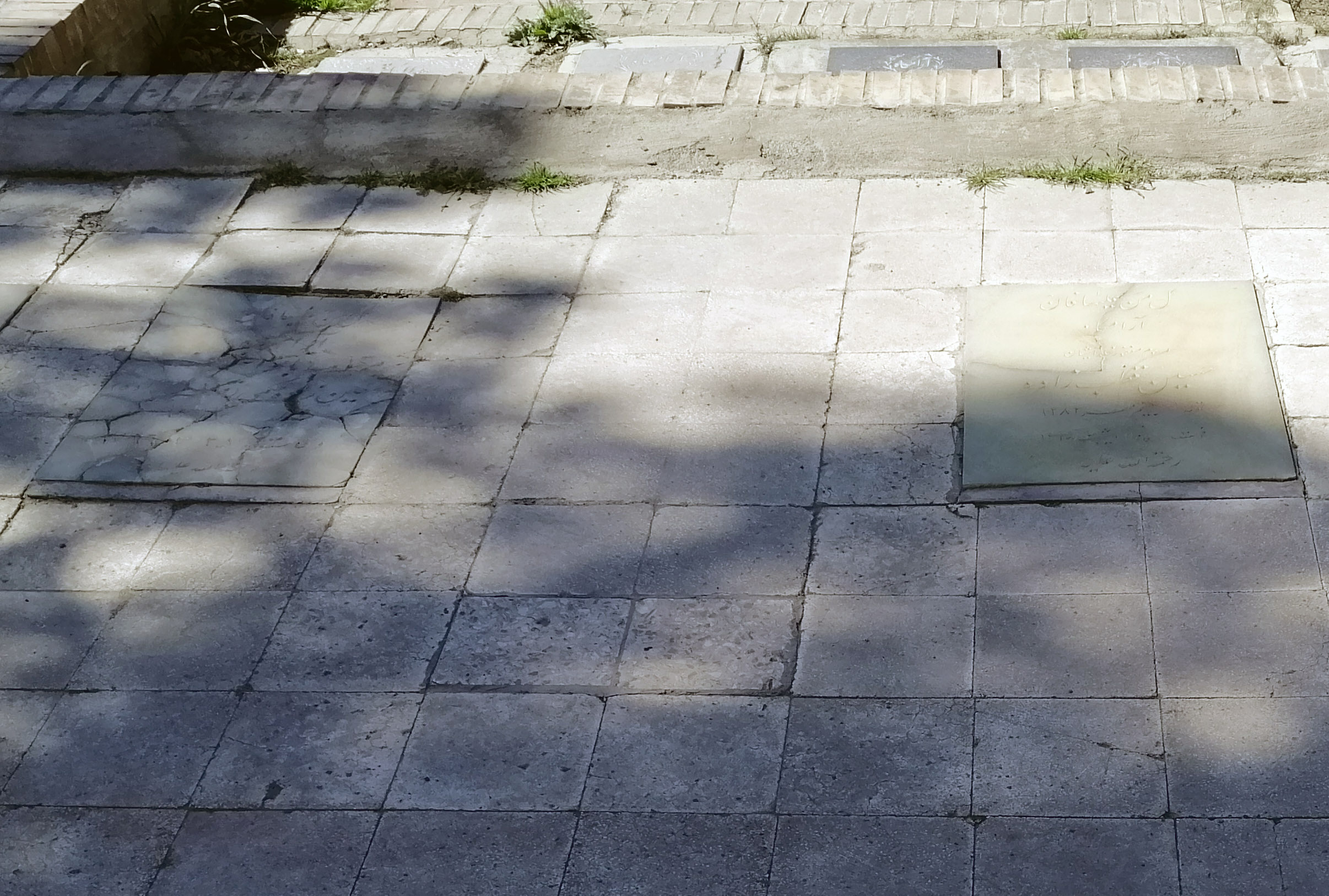
قبر قطب‌زاده تنها با دو موزائیک با رنگ کمی متفاوت مشخص شده بین مادرش اشرف معین‌زاده حکمی (۱۲۹۲–۱۳۶۶) و پدرش حسین قطب‌زاده (۱۲۸۲–۱۳۳۸)

محسن سازگارا نقل می‌کند که ری‌شهری پس از ۱۱ بار ملاقات با خمینی موفق می‌شود رضایت او را برای اعدام صادق قطب‌زاده بگیرد. قطب‌زاده در ۲۴ شهریور ۱۳۶۱ به حکم محمد محمدی ری‌شهری در زندان اوین تهران اعدام شد. جروم لحظه خاکسپاری او را اینطور توصیف می‌کند: «وقتی به‌خاکش می‌سپردند، دیدم که ریش‌اش سفید شده بود.» او در گورستان ابن‌بابویه در کنار قبر پدرش به خاک سپرده شد و قبر مادرش که چند سال پس از او درگذشت نیز در کنار قبر او است. اجازه نصب سنگ برای قبر قطب‌زاده داده نشد و تنها دو موزائیک با رنگ اندکی متفاوت نشانه مدفن اوست.

## مطالب نشر شده در مورد او

### کتاب مرد در آینه
مرد در آینه کتابی به قلم کارول جروم خبرنگار کانادایی و دوست دختر صادق قطب‌زاده پیرامون خاطرات او با قطب‌زاده و حوادث پس از انقلاب اسلامی ایران است.
کارول جروم ماجرای عشقی خود با قطب‌زاده را اینطور تعریف می‌کند: «در همان نظر اول عاشق قطب‌زاده شدم. او خیلی جذاب و کاریزماتیک بود.» او نخستین تماس خود و قطب‌زاده را اینگونه توصیف می‌کند: «صدایش به شدت آزار دهنده و نرم بود؛ صدای مردی چرب‌زبان! هیچ تمایلی برای صحبت با این مرد روغن مار فروش خاورمیانه‌ای نداشتم اما برای کارم ناچار بودم.»
کارول جروم می‌نویسد امکان خروج قطب‌زاده از طریق بلوچستان به خارج از ایران قبل از دستگیری او وجود داشت اما قطب‌زاده با این پیشنهاد مخالفت کرده و خود را یکی از مسببین و مسئولان به ثمر رسیدن انقلاب می‌دانست.

نویسنده در جای دیگری از این کتاب نیز می‌آورد که پس از دستگیری و اعترافات قطب‌زاده، احمد خمینی در زندان به دیدار او رفته و از او خواسته تمام اعترافاتش را پس بگیرد تا خمینی او را مورد عفو قرار دهد اما با امتناع قطب‌زاده روبرو شده است. خلاصه زندگی قطب‌زاده را جروم در جمله‌ای بیان می‌کند: «مبارزه در سراسر زندگی برای یک رؤیا و در غلتیدن به یک کابوس»

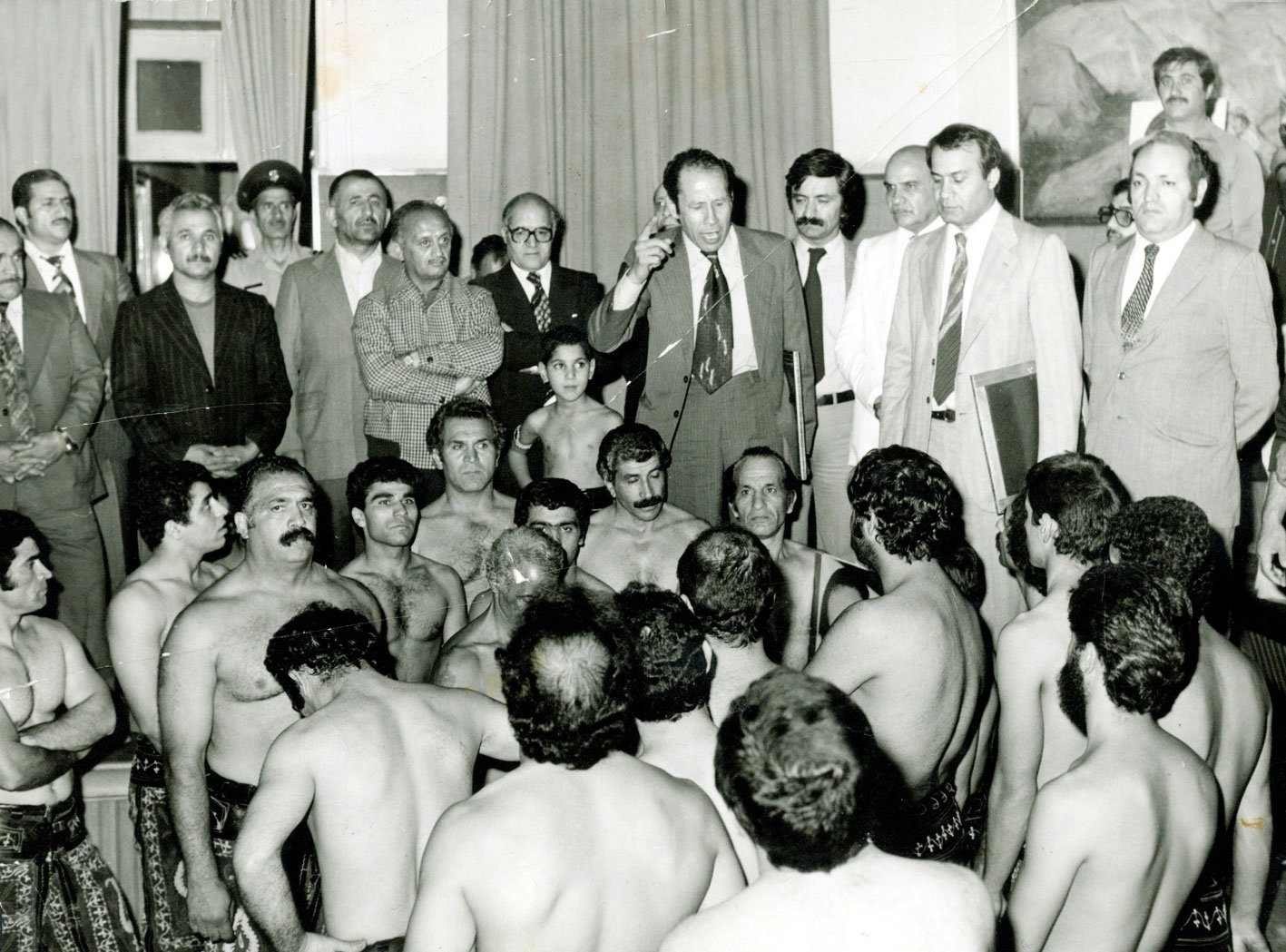
سعید فاطمی همراه صادق قطب‌زاده در حال سخنرانی برای ورزشکاران باستانی در یک زورخانهٔ تهران؛ ۱۹۷۹م/۱۳۵۸ش

### مستند فرزند انقلاب
در قسمت اول مستند فرزند انقلاب، با نویسندگی، تهیه کنندگی و کارگردانیِ فرشاد بیان، به داستان زندگی قطب‌زاده پیش و پس از انقلاب ۵۷ و مرگ او پرداخته شده است. این مستند سه قسمتی برای نخستین بار در سال ۱۳۹۸ از بی‌بی‌سی فارسی پخش شد. در این مستند، علیرضا نوری زاده زنده ماندن و مهاجرت خود و خانواده‌اش را به صادق قطب‌زاده نسبت می‌دهد.

### دست‌نویس‌ها
در سال ۲۰۱۷، دست‌نویس‌های صادق قطب‌زاده در مورد سفرش به نجف در دو سه روز آخر خرداد ۱۳۴۹ است که به کوشش علی سجادی در آمریکا به چاپ رسید. سجادی، اعدام قطب‌زاده را «نتیجه توطئه حزب توده، شوروی و روحانیون» ارزیابی می‌کند.
این دستنویس‌ها گزارش سفر قطب‌زاده به عراق و دیدار با خمینی و سید محمد باقر صدر مصطفی خمینی سید موسی موسوی اصفهانی بجنوردی و دو طلبه در نجف است. او این گزارش را برای کنفدراسیون دانشجویان تهیه کرده تا روش همکاری با خمینی را پیدا کنند.
او در مورد مصطفی خمینی گفت:
خوش مشرب - دوست داشتنی - باهوش - خوددار… تصور نمی‌رود جایی بخوابد که آب زیرش برود. ولی خدا کند که زرنگی زیادش باعث جوانمرگی اش نشود. برخلاف پدرش که تا تمامی حقایق را درنیابد نظر نمی‌دهد، آقا مصطفی قدری در این زمینه زودتر از وقت قضاوت می‌کند ولی خوشبختانه به حرف حساب گوش می‌دهد ولی جان آدمی را می‌گیرد… سیاست بازی اش سیاست مداری را تحت الشعاع قرار می‌دهد … معتقد است از هر کس و در هر زمان که امکان دارد باید استفاده کرد!

او در مورد خمینی نیز گفت:
وقتی با ایشان به‌طور غیر مستقیم مشورت می‌شود حرفی نمی‌زند و بعد از آنکه کار انجام شد برای آنکه از عواقب بد آن در مورد موقعیت خودش به‌عنوان یک مرجع جلوگیری کند و مخالفان کار را به او نسبت ندهند با نحوه عمل مخالفت می‌کند که از یکطرف مطالبی که باید گفته شود گفته شده ولی اتهاماتی را که ممکن است به شخص ایشان زده شود خنثی می‌کند… اگر اطراف ایشان یک عده آدم با شعور و با فهم و مؤمن باشند می‌تواند بهترین نوع رهبر باشد.

## از نگاه مولود خانلری
مولود خانلری در گفتگوهایش در تاریخ شفاهی ایران در دانشگاه هاروارد با توجه به اینکه در دوره‌ای ارتباط نزدیکی با صادق قطب‌زاده داشته، او را شخصی «هفتاد رو و متقلب» خوانده است و ادعا می کند که  علی شایگان بر این نظر بوده که قطب‌زاده جاسوس آمریکا بوده است. او همچنین ادعا می‌کند که قطب‌زاده دارای پاسپورت سوری و جزو جنبش اَمَل بود. خانلری، قطب‌زاده را سفیر سیار خمینی می‌خواند که مرتب از جانب او با یاسر عرفات دیدار می‌کرده است.